# Carmilla (web série)

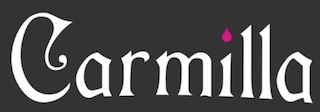
Logo da série

Carmilla é uma web série canadense de câmara-única criada por Jordan Hall e Ellen Simpson, estrelada por Elise Bauman e Natasha Negovanlis, baseado na novela de mesmo nome por Sheridan Le Fanu. A série estreou no canal do YouTube Vervegirl (rebatizada como "KindaTV' em janeiro de 2016) em 19 de agosto de 2014. U by Kotex é o produtor-executivo da web série.
Carmilla passa na fictícia Universidade de Silas na Estíria, Áustria e é contada através de vídeo revistas (Vlogs) gravados por Laura, uma aluna do primeiro ano de Jornalismo. Quando Laura começa a investigar o desaparecimento da sua colega de quarto, ela é atribuída uma nova colega de quarto, chamada Carmilla.
A primeira e a segunda temporada tiveram 36 episódios de três a sete minutos. Uma paralela mini-temporada de doze-episódios, chamada "temporada zero", foi anunciada logo após o lançamento do episódio final da 2ª temporada. Em Setembro de 2016 foi ao ar sua terceira e última temporada.
Em 2016, a série ganhou um Canadian Screen Award  e um Prêmio Rockiede Melhor Contéudo no Banff World Media Festival.
Carmilla foi visto mais de 70 milhões de vezes no YouTube, assistida em mais de 180 países, sendo legendado [pelos próprios fãs]  para 18 idiomas diferentes. O sucesso inesperado levou a um filme derivado a ser lançado em 2017. 

## Enredo

### 1º temporada
A série é apresentada como um diário em vídeo por Laura Hollis (Bauman), uma caloura de jornalismo, que decidiu documentar a sua experiência na faculdade. Quando sua companheira de quarto Betty (Glowicki), de repente, desaparece em uma festa da equipe de natação. Laura ganha uma nova companheira de quarto, Carmilla Karnstein (Negovanlis), a quem Laura descreve como "mal-humorada " e atribui a ela o título de "colega de quarto do inferno".Laura, auxiliada por seus amigos, descobre que sua ex-colega de quarto não é a única garota a  ter abruptamente desaparecido de Silas. A temporada segue a investigação de Laura  e a sua relação com Carmilla, que progride de hostil a romântica ao longo da temporada.

### História entre as temporadas
Entre o final da 1º e a estréia da 2 ª temporada, a co-criadora Ellen Simpson publica conteúdos adicionais a história. Contas canônicas do Twitter com nomes de Laura, Carmilla, e LaFontaine, relatou os encontros sobrenaturais do grupo em  Estíria ao tentar escapar do campus de Silas.
Entre histórias sobre as contas de Twitter, um especial de Natal foi lançado detalhando o encontro não-tão-agradável do grupo com uma aparente Mama Klaus.

### 2º temporada
A segunda temporada começa com a Laura, Carmilla, LaFontaine, e Perry voltando para Silas. Laura decide investigar o assassinato de vários membros do jornal da universidade enquanto reside em um apartamento que mais tarde descobre como sendo da mãe de Carmilla(a Reitora).Outras ocorrências estranhas no campus chamam a atenção da irmã de Carmilla,Mattie ou Matska Belmonde,participante do conselho de Silas
Novos personagens incluem:
- Matska "Mattie" Belmonde (Sofia Walker), irmã vampira de Carmilla e presidente do Conselho administrativo.
- Barão Vordenberg (Ian D. Clark), o descendente de um caçador de vampiros, cuja família foi assassinada por Carmilla 300 anos antes.Carmilla na época era noiva de barão Vordenberg
- Melanippe "Mel" Callis (Nicole Stamp)irmã da Summer Society
- Theodore "Theo" Straka, um irmão da Zeta Omega Mu.

### Temporada Zero
Enquanto Carmilla e Laura estão presos na biblioteca, elas assistem a fitas VHS. As fitas documento interações entre Carmilla, Perry, e Mel, enquanto eles estão presos em uma sala onde U by Kotex marca de absorventes internos são armazenados.

### 3º temporada
Carmilla foi oficialmente renovada para uma terceira temporada que fez sua estreia no dia 15 de setembro, com o "Ato I" de 17 episódios lançados de vez no dia 15. O ato II, do 18 ao 23 foi divulgado em 29 de setembro. Os episódios finais em 13 de outubro de 2016.

## Elenco e personagens

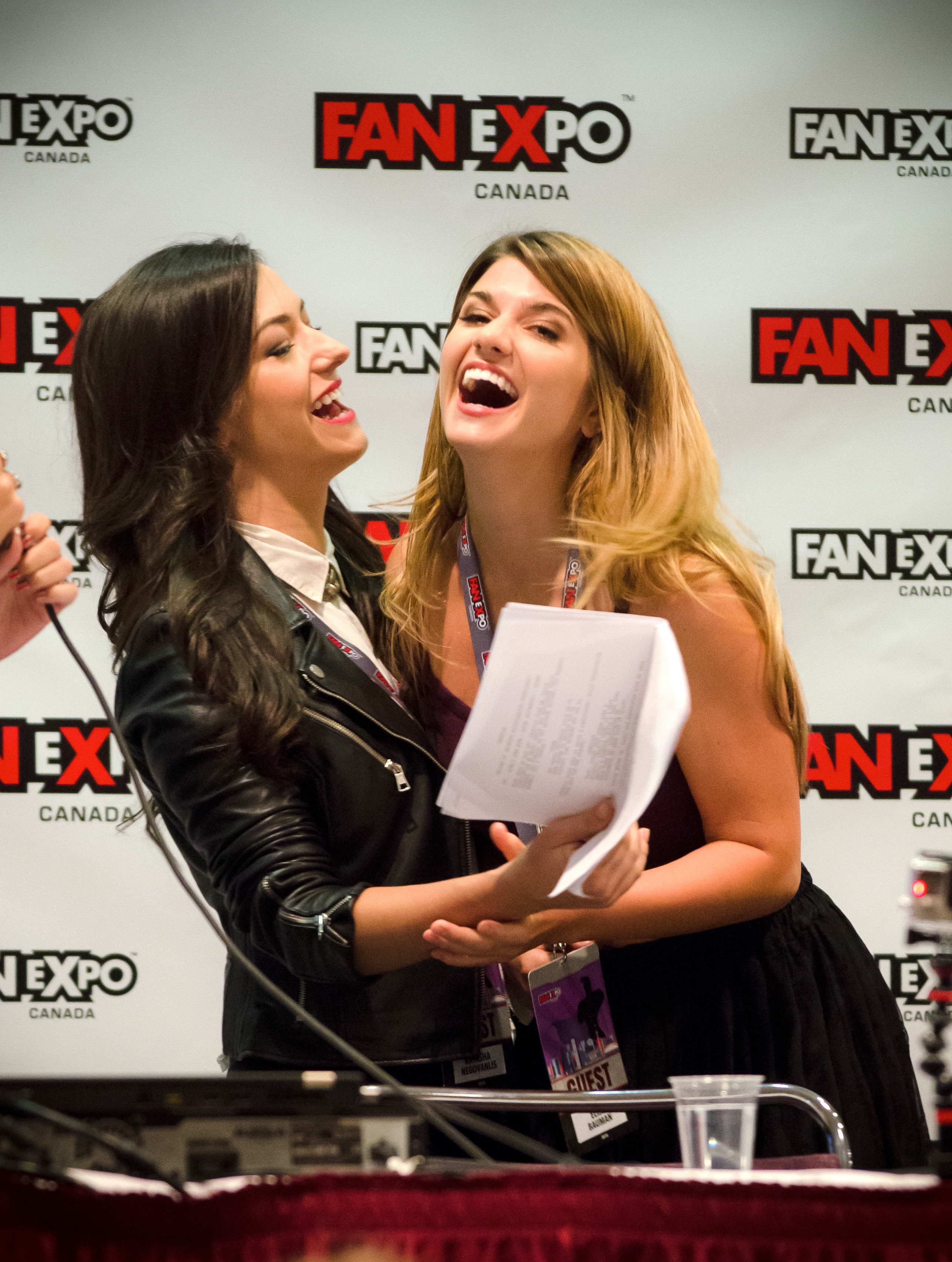
Bauman e Negovanlis na Fan Expo 2015

Devido a restrições orçamentais, os atores do elenco da primeira temporada não eram membros da ACTRA, o sindicatos de atores canadenses. Durante a pré-produção para a segunda temporada, foi anunciado que o show seria financeiramente capaz de manter seus atores participando da ACTRA, e diversos atores não-brancos tinham sido escalado como novos personagens.
- Elise Bauman como Laura Hollis. Uma caloura de jornalismo na Universidade de Silas, de 19 anos, nerd e ansiosa para sair da super-proteção de seu pai.

- Natasha Negovanlis como Carmilla Karnstein. Nascida como Condessa Micarlla Karnstein, nascida em 1680 que foi transformada em vampira aos 18 anos, e depois criada pela Reitora de Silas, Lilita Morgana, como "filha". É traumatizada pela perda de um velho amor, Ell, após armações de sua mãe para que se separassem.
- Sharon Belle como Danny Lawrence. Uma veterana de inglês de Silas e presidente da Sociedade Summer, foi o interesse amoroso inicial de Laura, mas após está se apaixonar por Carmilla, a relação ficou apenas na amizade.
- Kaitlyn Alexander como LaFontaine. Nascida Susan LaFonatine, é uma não-binário veterana de biologia e melhor amiga de Perry, uma cientista, ela ajuda Laura em suas aventuras.
- Annie M. Briggs como Lola Perry. A "mãe do grupo" é uma veterana de alemão em Silas, colega de quarto de LaFontaine e monitora do corredor de Carmilla e Laura.

## Filme
Foi divulgado em 06 de outubro de 2016 na New York Comic-Con, que Carmilla ganhará um longa-metragem que será lançada nas plataformas digitais durante o outono de 2017; no mesmo dia um teaser trailer com Negovanlis e Bauman foi divulgado, a história se passa cinco anos após os acontecimentos da série.

## Recepção
Carmilla tem sido elogiado pelos blogs e publicações para o seu elenco feminino e a representação de vários personagens LGBT. 

### Prémios
| Ano  | Prêmio                       | Categoria                            | Resultado |
| ---- | ---------------------------- | ------------------------------------ | --------- |
| 2014 | AfterEllen Visibility Awards | Web série favorita                   | Venceu    |
| 2015 | Shorty Awards                | Webshow Favorito                     | Indicado  |
| 2015 | Streamy Awards               | Melhor Drama                         | Indicado  |
| 2015 | AfterEllen Visibility Awards | Favorito personagem Lésbica/Bi TV    | Venceu    |
| 2015 | AfterEllen Visibility Awards | Favorito Casal de Lésbicas Ficcional | Venceu    |
| 2015 | AfterEllen Visibility Awards | Melhor Web Série                     | Venceu    |
| 2015 | Digi Awards                  | Melhor Conteúdo adicional            | Venceu    |
| 2016 | Canadian Screen Awards       | Mídia digital/Série - Ficção         | Venceu    |
| 2016 | Banff Rockies Awards         | Melhor conteúdo adicional            | Venceu    |